# Leptocereus
Genre
Classification APG II (2003)
Leptocereus est un genre de plantes à fleurs de la famille des Cactaceae.
Ce sont des cactus originaires des Antilles et notamment de Cuba.

## Espèces
- Leptocereus arboreus
- Leptocereus assurgens
- Leptocereus carinatus
- Leptocereus ekmanii
- Leptocereus grantianus
- Leptocereus leonii
- Leptocereus maxonii
- Leptocereus paniculatus
- Leptocereus prostratus
- Leptocereus quadricostatus
- Leptocereus santamarinae
- Leptocereus scopulophilus
- Leptocereus sylvestris
- Leptocereus weingartianus
- Leptocereus wrightii